# Filipiki (Cyceron)
Filipiki (łac. In Marcum Antonium orationes Philippicae) – cykl 14 mów wygłoszonych w 44 i 43 p.n.e. przez Cycerona, skierowanych przeciwko Markowi Antoniuszowi.
Nazwę filipiki zapożyczył Cyceron od mów wygłoszonych przez Demostenesa przeciwko Filipowi II. Były one ostatnimi mowami wygłoszonymi przez Cycerona.

## Tło historyczne
Cyceron był politycznym przeciwnikiem Juliusza Cezara. Nie przyłączył się do spisku na jego życie, lecz popierał zamachowców. To właśnie imię Cycerona wykrzyknął Brutus, unosząc zbroczony sztylet, którym ugodził Cezara.
Po śmierci Cezara schedę po nim przejął Marek Antoniusz. Zabrał z domu Cezara pozostawione przez niego pieniądze, a także jego testament. Dokumentu tego Antoniusz nigdy nikomu nie pokazał, jednak rozgłaszał wybrane, będące mu na rękę fragmenty, prawdopodobnie wiele dodając od siebie. Z wielkim oburzeniem spotkało się nagłe wzbogacenie się Antoniusza, osiągnięte poprzez sprzedaż obywatelstwa, darowania kar i przywłaszczenie sobie 700 milionów sestercji, które Cezar ofiarował w świątyni Ops.
17 marca 44 p.n.e. na wniosek Cycerona senat uchwalił amnestię dla uczestników spisku na życie Cezara, jednocześnie przyznano mu pogrzeb na koszt państwa. Podczas pogrzebu Marek Antoniusz wygłosił płomienną mowę, podczas której obiecał każdemu obywatelowi Rzymu 300 sestercji.
Po pogrzebie Cezara w Rzymie wybuchły zamieszki skierowane przeciw spiskowcom. Zostały krwawo stłumione, jednak spiskowcy w obawie o własne życie opuścili miasto. W tym samym czasie w Rzymie pojawił się Oktawian, który jako główny spadkobierca Cezara przyjął jego imię i nazwisko. Szybko zyskał sobie poparcie ludu i Cycerona, stając w opozycji do Antoniusza.
1 czerwca 44 p.n.e. Marek Antoniusz zwołał posiedzenie senatu, na którym powierzono mu, niezgodnie z prawem, namiestnictwo Macedonii na 6 lat. Chcąc pozbyć się opozycji, wysłał republikanów na prowincję. Cyceron udał się wówczas do Grecji.
Wkrótce potem Antoniusz przeprowadził czystkę wśród wojska, które coraz bardziej zaczęło popierać Oktawiana. Senat odrzucił projekt Antoniusza o zamianie przyznanych wcześniej prowincji, a podczas święta Parilia 21 kwietnia dały odczuć się wśród ludu nastroje republikańskie. Zachęcony takim obrotem zdarzeń Cyceron podjął decyzję o powrocie do Rzymu.

## Filipiki

### Pierwsza filipika
Cyceron powrócił do Rzymu 31 sierpnia. Zmęczony podróżą nie stawił się następnego dnia na posiedzeniu senatu, podczas którego Antoniusz w asyście żołnierzy przejął kontrolę nad obradami i wygłosił mowę przeciwko Cyceronowi.
2 września 44 p.n.e. Cyceron zjawił się w senacie. Pomimo nieobecności Antoniusza, wygłosił wówczas pierwszą filipikę. W porównaniu z następnymi mowami była ona stonowana i zawierała wyrazy dobrej woli i chęci współpracy.

### Druga filipika
19 września w świątyni Ziemi, otoczonej przez wojsko, odbyło się kolejne posiedzenie senatu. Zabrakło na nim Cycerona. Antoniusz wygłosił wówczas mowę, w której zaatakował Cycerona i obciążył go winą za śmierć Cezara.
W trosce o własne bezpieczeństwo Cyceron wyjechał z Rzymu do Puteolów, gdzie 24 października napisał drugą filipikę, najdłuższą ze wszystkich. W pierwszej części Cyceron odparł ataki Antoniusza z 19 września, zaś w drugiej bezpardonowo zaatakował go, wytykając mu pijaństwo, złodziejstwo i pozostałe ekscesy.
To właśnie za treść drugiej filipiki Cyceron został później skazany na śmierć.

### Trzecia filipika
Na początku listopada do Rzymu wkroczył na czele wojsk Oktawian, jednak już po kilku dniach musiał wycofać się przed wojskami Antoniusza. Pod koniec listopada Antoniusz wyruszył do Galii, aby schwytać Decimusa Brutusa.
Do opuszczonego przez Antoniusza Rzymu powrócił Cyceron 9 grudnia. 20 grudnia na posiedzeniu senatu wygłosił trzecią filipikę. Domagał się w niej poparcia Oktawiana, wypłacenia nagród dla legionów które opuściły Antoniusza i anulowania przeprowadzonego przez Antoniusza losowania prowincji. Wszystkie wnioski zostały przyjęte.

### Czwarta filipika
Czwartą filipikę wygłosił Cyceron na komicjach, tego samego dnia co trzecią filipikę. Przedstawił w niej postanowienia senatu.

### Piąta filipika
1 stycznia 43 p.n.e., po wyborze nowych konsulów, Cyceron wygłosił przed senatem piątą filipikę. Opowiedział się w niej za wprowadzeniem stanu wojennego, przeprowadzeniem poboru w całej Italii i niepodejmowaniem żadnych pertraktacji z Antoniuszem. Zwrócił się również do senatu o wystawienie Markowi Lepidusowi konnego posągu na Forum, co miało zachęcić go do poparcia republikanów.

### Szósta filipika
Kiedy senat pomimo mowy Cycerona wysłał posłów do Antoniusza, 5 stycznia wygłosił on szóstą filipikę. Podtrzymał w niej swoje zdanie na temat pertraktacji z Antoniuszem i zaapelował o jedność.

### Siódma filipika
W połowie stycznia senat zarządził pobór do wojska i wysłanie posiłków dla walczącego w Galii Decimusa Brutusa. Antoniusz rozpoczął wówczas agitację przeciw Cyceronowi jako wrogowi pokoju. W odpowiedzi Cyceron wygłosił siódmą filipikę, w której odparł ataki Antoniusza.

### Ósma filipika
Pod koniec stycznia powrócili do Rzymu wysłani do Antoniusza posłowie. Na najbliższym posiedzeniu senatu Cyceron zgłosił wniosek o uznanie Antoniusza za wroga ojczyzny, jednak konsul Pansa nie dopuścił wniosku Cycerona pod głosowanie i senatorowie przyjęli przedstawione przez posłów propozycje pokojowe Antoniusza.
W tej sytuacji 3 lutego Cyceron wygłosił ósmą filipikę, w której potępił wysłanych do Antoniusza posłów, konsula Pansę i stronników Antoniusza. Zaproponował także amnestię dla żołnierzy, którzy opuszczą Antoniusza.

### Dziewiąta filipika
Dzień później, 4 lutego, Cyceron wygłosił dziewiątą filipikę, w której zaproponował uczczenie Serwiusza Sulpicjusza, który zmarł w trakcie pełnienia poselstwa do Antoniusza.

### Dziesiąta filipika
W tym czasie w Grecji Marek Juniusz Brutus zaczął zbierać wojsko do rozprawy z Antoniuszem. W senacie stronnik Antoniusza, Kalenus, złożył wniosek o odebranie Brutusowi dowództwa. W odpowiedzi w połowie lutego Cyceron wygłosił dziesiątą filipikę, w której zaapelował o przyznanie Brutusowi władzy w zajętych przez niego prowincjach. Senatorowie przychylili się do wniosku Cycerona

### Jedenasta filipika
Pod koniec lutego doszły do Rzymu wieści o zamordowaniu przez Dolabellę Treboniusza, prokonsula Azji i uczestnika spisku na życie Cezara. Cyceron wygłosił wówczas jedenastą filipikę, w której zaaprobował uznanie Dolabelli za wroga państwa i zaapelował o wysłanie przeciw niemu wyprawy zbrojnej.

### Dwunasta filipika
Na początku marca zasiadający w senacie stronnicy Antoniusza podjęli decyzję o wysłaniu do niego posłów. Cyceron wygłosił wtedy dwunastą filipikę, w której oskarżył ich o granie na zwłokę. Ostatecznie senat przychylił się do wniosku Cycerona i posłów nie wysłano.

### Trzynasta filipika
20 marca napłynęły nawoływania do zawarcia pokoju, jedno od Lepidusa, zaś drugie, adresowane do Oktawiana, od Antoniusza. Cyceron wygłosił wtedy trzynastą filipikę, w której opowiedział się przeciwko jakiejkolwiek ugodzie z Antoniuszem.

### Czternasta filipika
W połowie kwietnia napłynęła informacja o rozbiciu przez Antoniusza skierowanej przeciw niemu ekspedycji i jego marszu na Rzym. Niespodziewanie 21 kwietnia wojska Antoniusza zostały pobite. Cyceron wygłosił wówczas ostatnią, czternastą filipikę, w której złożył gratulacje zwycięzcom i pochwalił ich męstwo.

## Następstwa
26 kwietnia senat przychylił się w końcu do wniosku Cycerona, uznając Antoniusza za wroga państwa i ogłaszając konfiskatę jego majątku. Wkrótce na stronę Antoniusza przeszedł niezdecydowany Lepidus.
W lipcu Oktawian zażądał od senatu konsulatu na następny rok dla siebie i Cycerona. Gdy senat odmówił, Oktawian przekroczył Rubikon i ruszył z wojskiem na Rzym. Był to koniec sojuszu Oktawiana z Cyceronem, który zorganizował obronę miasta i wystawił przeciw Oktawianowi dwa legiony. Żołnierze przeszli jednak na stronę Oktawiana, w związku z tym ten wkroczył do Rzymu. Oktawian anulował amnestię dla zabójców Cezara, odebrał dowództwo Decymusowi Brutusowi i cofnął ustawę uznającą Antoniusza za wroga państwa.
Pokonany Cyceron wycofał się z życia politycznego. Tymczasem Oktawian zawarł sojusz z Antoniuszem i Lepidusem, zawiązując II triumwirat. 27 listopada triumwirzy ogłosili listę proskrybowanych. Znalazł się na niej Cyceron.
7 grudnia 43 p.n.e. Cyceron został zamordowany w swojej willi w Kajecie. Zgodnie z życzeniem Antoniusza odcięto mu głowę i ręce.